# Tiebreak
Tiebreak (undertiden også tiebreaker) i tennis tages i anvendelse, når de to spillere begge har nået 6 partier. Det blev opfundet af Jamen Van Alen i 1965 med det argument, at det ville gøre tennissporten mere seervenlig. Uden tiebreak-muligheden kunne man aldrig vide, hvor lang tid en kamp ville vare. Sporten ville ikke anerkende hans argument indtil to tennisspillere i 1969 spillede en ganske besynderlig kamp i Wimbledon-turneringen. Gonzalez besejrede Pasarell: 22-24, 1-6, 16-14, 6-3, 11-9. Senest har man set Roger Federer besejre Andy Roddick 16-14 i sidste sæt i Wimbledon-finalen i 2009. Grunden til dette er, at tiebreak stadig ikke spilles i sidste sæt i Davis Cup og tre af de fire Grand Slam-turneringer, alle bortset fra US Open. Oprindeligt kom tiebreaken først ved 8-8, en regel som ATP endelig godtog i 1971. Senere kom det dog ned på 6-6 i 1979. 

## Tiebreaken
I Wimbledon 1980, da Björn Borg besejrede John McEnroe for at vinde sin femte Wimbledon-titel i træk, i finalen, blev 4. sæt afgjort i en tiebreak som for eftertiden ville blive kendt som "The tie-break". Tiebreaken hvori begge spillere havde mange sæt- eller matchbolde sluttede først, da McEnroe vandt den 18-16. Denne tiebreak var især relevant, fordi den havde en enorm effekt på eftertidens syn på denne finale, som nemlig indtil herresinglefinalen i 2008 mellem Roger Federer og Rafael Nadal, var kendt som den bedste nogensinde. Uden "tiebreaken" ville netop denne finale slet ikke være så kendt som den nu er, og derfor ville tiebreak heller ikke være så populært og vidt brugt som nu.

## Pointsystem
I en tiebreak spiller man, i modsætning til et normalt parti, til 7. Ligesom man skal vinde med mindst to bolde i et normalt parti, skal man også vinde med mindst to point i en tiebreak. En tiebreak adskiller sig fra et normalt parti, ved at man skiftes til at serve efter hvert andet point, dog skifter man også serv allerede efter første point. Ligesom at vinde en modstanders serveparti, kaldes at bryde, kalder man det et minibrud, når man vinder et point fra modstanderens serv i en tiebreak, på engelsk "mini-break". 

## Match-tiebreak
En match-tiebreak spilles nogle gange i stedet for et tredje sæt. En match-tiebreak (også kaldet super tiebreak) spilles som en almindelig tiebreak, men vinderen skal vinde ti point i stedet for syv.
Match tiebreaks bruges i Hopman Cup, Grand Slams (undtagen Wimbledon) og de olympiske lege til blandede doubler; På ATP (siden 2006), WTA (siden 2007) og ITF (eksklusive fire Grand Slam-turneringer og Davis Cup) undtagen doubler.